# 前682年
| 千纪： | 前1千纪 |
| 世纪： | 前8世纪 \| 前7世纪 \| 前6世纪 |
| 年代： | 前710年代 \| 前700年代 \| 前690年代 \| 前680年代 \| 前670年代 \| 前660年代 \| 前650年代                                                                                              |
| 年份： | 前687年 \| 前686年 \| 前685年 \| 前684年 \| 前683年 \| 前682年 \| 前681年 \| 前680年 \| 前679年 \| 前678年 \| 前677年                                                                |
| 纪年： | 周莊王十五年 魯莊公十二年 齊桓公四年 晉侯緡23年 曲沃武公34年 鄭子嬰十二年 宋閔公十年 楚文王八年 衛惠公十八年 秦武公十六年 陳宣公十一年 蔡哀侯十三年 燕庄公九年 曹庄公20年 杞靖公22年 |

## 大事记
- 周莊王崩，太子胡齊立，為周釐王。
- 宋南宮長萬弒宋閔公，立公子游為君。宋人立公子御說，是為宋桓公。南宮長萬奔陳，宋人納賂使陳國交出長萬，誅之。
- 楚文王滅息，擄息媯。

## 逝世
- 周莊王
- 宋閔公 -- 被南宮長萬所殺。
- 祭足 -- 鄭國大臣、政治家。